# Nilea dimmocki
Nilea dimmocki är en tvåvingeart som först beskrevs av Herbert John Webber 1930.  Nilea dimmocki ingår i släktet Nilea och familjen parasitflugor. Inga underarter finns listade i Catalogue of Life.